# Jezik (organ)
Jezik je mišičast organ, ki je zaradi številnih vlaken skeletne mišičnine izredno gibljiv. Vlakna se med seboj močno prepletajo. Nahaja se v ustni votlini. Služi kot čutilo za okus, za pomoč pri žvečenju hrane ter govornem sporazumevanju. Sluznica jezika je občutljiva na toploto, mraz, bolečino in dotik.
Anatomsko ločimo na jeziku vrh (apex), telo (corpus) in koren (radix). Mejo med korenom in telesom zaznamuje brazda ali terminalni sulkus, ki je oblike črke V. Njen vrhu je obrnjen proti žrelu. Na vrhu je vdolbinica (foramen cekum). 

## Jezične papile
So različno oblikovana področja ustne sluznice na dorzalni strani jezika. Glede na obliko in 
funkcijo ločimo:
- Nitaste papile so najštevilnejše. Nahajajo se na hrbtni površini jezika. Ne vsebujejo okušalnih brbončic. Pokriva jih večskladni ploščati epitelij, ki je poroženel.
- Gobaste so največje in se nahajajo na robovih jezika. Redko vsebujejo okušalne brbončice. Pokriva jih večskladni ploščati epitelij, ki pa ne poroženeva.
- Otočkaste se nahajajo na področju terminalnega sulkusa in vsebujejo okušalne brbončice. Pokriva jih enak epitelij kot gobaste.
- Listaste so najbolj redke. Nahajajo se ob robovih zgornje strani jezika. Vsebujejo okušalne brbončice. Epitelij je enak, kot pri otočkastih in gobastih papilah.

## Okušanje
Zaznavanje kemijskih lastnosti snovi v okolju je eden prvinskih čutov. Molekule v okolju delujejo kot kemijski dražljaji za čutnice - kemoreceptorje (zaznavajo vonj in ležijo v nosu in na jeziku). Različne vrste molekul vzburijo različne vrste čutnic na jeziku. Vzburjenje se prenaša v okušalno središče v možganih, kjer razlikujemo različne okuse.
Poseben del možganov poveže vzburjenje okušalnih čutnic jezika.
Okušamo lahko le snovi, ki se raztapljajo v slini, ker se le takrat vzburijo okušalne čutnice. Vzburjenja potujejo po živčnih vlaknih okušalnega živca v okušalno središče, kjer ga možgani obdelajo. Okus izgine, ko hrano pogoltnemo, saj slina stalno spira brbončice.
Med pogoste zmote spada, da so receptorji za določen okus razporejeni po različnih predelih jezika. Ne glede na globalno širjenje mita, je bil ta ovržen s strani znanstvenih raziskav, ki držijo danes. 
Drži pa dejstvo, da so nekateri predeli jezika bolj občutljivi na okus od ostalih.  
Pri zaznavanju osnovnih okusov ima pomembno vlogo tudi voh, saj se ob žvečenju hrane hlapne snovi prenašajo iz ust v nosno votlino. 

### Okušalne brbončice
Razvijejo se iz epitelija jezika. Okušalno brbončico sestavljajo trije tipi celic:
- Receptorne celice, ki segajo z apikalnim delom do okušalne jamice. Na bazalnem delu imajo sinaptične vezikle, ki so povezani z aferentnimi živčnimi vlakni.
- Oporne celice imajo na apikalnem delu mikroviluse in tudi segajo do okušalne jamice.
- Bazalne celice ne segajo do okušalne jamice. Verjetno so nadomestne celice, ki se lahko diferencirajo v ostala tipa celic.